# Whatever People Say I Am, That's What I'm Not
Whatever People Say I Am, That's What I'm Not je první studiové album vydané 26. ledna 2006 sheffieldskou indie rockovou skupinou Arctic Monkeys.

## Seznam skladeb
1. „The View From The Afternoon“
2. „I Bet You Look Good On The Dancefloor“
3. „Fake Tales Of San Francisco“
4. „Dancing Shoes“
5. „You Probably Couldn't See For The Lights But You Were Looking Straight At Me“
6. „Still Take You Home“
7. „Riot Van“
8. „Red Light Indicates Doors Are Secured“
9. „Mardy Bum“
10. „Perhaps Vampires Is A Bit Strong But…“
11. „When The Sun Goes Down“
12. „From Ritz To The Rubble“
13. „A Certain Romance“